# فراتر از تسخیر
«فراتر از تسخیرشدگی» (به انگلیسی: Far Beyond Driven) آلبومی از گروه موسیقی موسیقی هوی متال پنترا است که در ۲۲ مارس ۱۹۹۴ منتشر شد.